# لوسی رایت
لوسی رایت (انگلیسی: Lucy Wright; ۱ ژانویهٔ ۱۷۶۰ – ۱ ژانویهٔ ۱۸۲۱) رهبر مذهبی اهل ایالات متحده آمریکا بود. از سال ۱۷۹۶ تا ۱۸۲۱ رهبر انجمن متحد مؤمنان در ظهور دوم مسیح، که همچنین به عنوان شاکریسم شناخته می‌شوند، بود. در آن زمان، رهبری یک زن در یک فرقه مذهبی یک انحراف رادیکال از مسیحیت پروتستان بود.